# 饒節
饒節（1065年—1129年），字德操，號倚松老人，北宋撫州臨川人。江西詩派人物。
師從三司使曾布，徽宗崇寧二年正月，因變法事與曾布意見不合，剃髮為僧，更名如璧。與祖可、善權合稱“三僧”。先在靈隱寺，後主持襄陽天寧寺，曾作偈語：「間攜經卷倚松立，試問客從何處來？」擅長作詩，尤工佛詩。呂居仁贊德操詩“蕭散似潘邠老”，陸游稱之“詩僧中的僥僥者”，“早有大志，既不遇，縱酒自晦，或數目不醒”。著有《倚松老人集》。